# Persoonia bowgada
Persoonia bowgada (лат.) — кустарник, вид рода Персоония (Persoonia) семейства Протейные (Proteaceae), эндемик юго-западной Западной Австралии.

## Ботаническое описание
Persoonia bowgada — прямостоячий или раскидистый кустарник, который обычно вырастает 1-3,5 м в высоту с гладкой пятнистой серой корой. Листья более или менее цилиндрические, но с шестью узкими бороздками и острым кончиком, 50-110 мм в длину и 0,7-1,3 мм в ширину. Цветки расположены группами до десяти на концах веточек, которые продолжают расти после цветения, цветок расположен на густо опушённой цветоножке длиной 2,5-7 мм. Листочки околоцветника жёлтые, 11-15,5 мм в длину, 2-2,5 мм в ширину и густо опушённые снаружи, пыльники жёлтые. Цветение происходит с октября по ноябрь. Плод — гладкая узкая эллиптическая костянка длиной 10-14,5 мм и шириной 4-7 мм, содержит одно семя.

## Таксономия
Впервые вид был официально описан Питером Уэстоном в 1994 году в журнале Telopea по образцам, собранным Джоном Стенли Бёрдом к северу от реки Мерчисон в 1980 году. Видовой эпитет bowgada относится к тривиальному названию кустарниковой акации «боугада» (Acacia ramulosa var. Linophylla), среди зарослей которой часто встречается этот вид персоонии, и к внешнему сходству этого вида с акацией.

## Распространение
Persoonia bowgada — эндемик Западной Австралии. Растёт в акациевых лесах боугады, эвкалиптовых лесах и пустошах в пределах 100 км от побережья между заливом Шарк и рекой Мерчисон на юго-западе Западной Австралии.

## Охранный статус
Вид P. bowgada классифицируется Департаментом парков и дикой природы правительства Западной Австралии как «не находящийся под угрозой исчезновения».